# All Eyez on Me
All Eyez on Me es el cuarto álbum de estudio del rapero 2Pac, lanzado el 13 de febrero de 1996. Fue el último álbum de 2Pac con vida, ya que murió exactamente 7 meses después, el 13 de septiembre de 1996. Es el primer doble álbum de rap en la historia, y Disco de Diamante.
El álbum está considerado como la magnum opus de 2Pac, y está reconocido como uno de los mejores álbumes musicales de la década de los 90.

## Recepción
El álbum ha vendido 556,000 unidades en Estados Unidos y fue certificado platino en tres semanas, quíntuple platino en dos meses, y noveno platino en junio de 1998 por la RIAA. Se vendieron más de 10 millones de copias y fue certificado Disco de Diamante en Estados Unidos. El álbum también tuvo dos sencillos número 1 en la lista Billboard Hot 100: "How Do U Want It" y "California Love".
En 2023, el álbum fue incluido en el número 436 de Los 500 mejores álbumes de todos los tiempos según Rolling Stone.

## Antecedentes
All Eyez on Me fue lanzado después de que Suge Knight, director ejecutivo de Death Row Records, pagara la fianza de 2Pac a cambio de que el rapero firmara por Death Row. Este doble-álbum significó los dos primeros álbumes de los tres que rezaban en su contrato. 2Pac llegó a los estudios sólo unas horas después de abandonar la cárcel y comenzó a trabajar en las 27 canciones que componen el álbum, finalizando el trabajo en dos semanas.
Las canciones de All Eyez on Me son, en general, una celebración del estilo de vida gánster. A pesar de recordar ocasionalmente a sus amigos del presente y del pasado, el tema dominante del álbum difiere al tratado en 2Pacalypse Now, enfocado a la conciencia social y política. El sencillo "2 Of Amerikaz Most Wanted" es una colaboración con Snoop Doggy Dogg, y según el propio 2Pac en una de sus entrevistas, se trata de un himno de la costa Oeste.
El álbum cuenta con los habituales artistas invitados, como los antiguos miembros del grupo Thug Life y los miembros de The Outlawz, además de Snoop Dogg y George Clinton, entre otros.
Un dato curioso es que el miembro de Wu-Tang Clan, Inspectah Deck, hizo una aparición especial en la pista "Got My Mind Made Up", junto con Daz Dillinger, Kurupt, Redman, y el también miembro del clan, Method Man, sin embargo su verso no apareció completo en el producto final ni figuró como invitado en los créditos del álbum, a pesar de que se le puede oír diciendo "I-N-S The Rebel, wist, bliss, this, sis', bliss" al final de la canción, quedando como una especie de outro.
La mayor parte del álbum fue producido por Johnny "J" y Daz Dillinger, con la ayuda de Dr. Dre en las canciones "California Love" y "Can't C Me". Junto con el álbum Greatest Hits, All Eyez On Me es el álbum más vendido de 2Pac con 10 millones de copias.
En 2008, la National Association Of Recording Merchandisers, junto con el Salón de la Fama del Rock, reconoció este álbum, al igual que Me Against The World, como una gran influencia a la industria de la música y le añadió a la lista de los 200 mejores álbumes.
En el año 2001 fue relanzado como CD especial (Enhanced CD), teniendo como característica de esta edición el video de "California Love". Ambos discos contienen las mismas canciones que en versiones anteriores. También fue lanzado como disco DualDisc en el año 2005.

## Lista de canciones

### Disco 1
| #  | Título                      | Productor(es)                      | Colaborador(es)                                                                  | Sample(s) | Duración |
| -- | --------------------------- | ---------------------------------- | -------------------------------------------------------------------------------- | --- | -------- |
| 1  | "Ambitionz Az a Ridah"      | Daz Dillinger                      |                                                                                  | | 4:39     |
| 2  | "All Bout U"                | Johnny "J", 2Pac                   | Nate Dogg, Hussein Fatal, Yaki Kadafi, Dru Down & Snoop Dogg (Voces adicionales) | Contiene un sample de "Candy" de Cameo | 4:37     |
| 3  | "Skandalouz"                | Daz Dillinger                      | Nate Dogg                                                                        | Contiene una interpolación de "She's Strange" de Cameo                                                                                               | 4:09     |
| 4  | "Got My Mind Made Up"       | Daz Dillinger                      | Daz Dillinger, Kurupt, Method Man, Redman, Inspectah Deck (Voces adicionales)    | | 5:13     |
| 5  | "How Do U Want It"          | Johnny "J"                         | K-Ci & JoJo                                                                      | Contiene un sample de "Body Heat" de Quincy Jones | 4:47     |
| 6  | "2 of Amerikaz Most Wanted" | Daz Dillinger                      | Snoop Dogg                                                                       | | 4:07     |
| 7  | "No More Pain"              | DeVanté Swing                      |                                                                                  | Contiene una interpolación de "Bring The Pain" de Method Man                                                                                         | 6:14     |
| 8  | "Heartz of Men"             | DJ Quik                            |                                                                                  | Contiene un sample de "Darling Nikki" de Prince & The Revolution; "That Nigger's Crazy" de Richard Pryor; "Up For The Down Stroke" de Parliament.    | 4:43     |
| 9  | "Life Goes On"              | Johnny "J"                         |                                                                                  | Contiene un sample de "Brandy (I Really Miss You)" de The O'Jays.                                                                                    | 5:02     |
| 10 | "Only God Can Judge Me"     | Doug Rasheed, Harold Scrap Freddie | Rappin' 4-Tay                                                                    | | 4:57     |
| 11 | "Tradin War Stories"        | Mike Mosley, Rick Rock             | C-Bo, Dramacydal & Storm Napoleon                                                | Contiene un sample de "It's A Man's Man's Man's World" de James Brown.                                                                               | 5:29     |
| 12 | "California Love" (Remix)   | Dr. Dre                            | Dr. Dre, Roger Troutman (Voces adicionales)                                      | Contiene interpolaciones de "So Ruff So Tuff"; "Woman to Woman" de Joe Coker; "West Coast Poplock" de Roger Troutman; "Intimate Connection" de Kleer | 6:25     |
| 13 | "I Ain't Mad at Cha"        | Daz Dillinger                      | Danny Boy                                                                        | Contiene un sample de "A Dream" de Debarge | 4:53     |
| 14 | "What'z Ya Phone #"         | Johnny "J", 2Pac                   | Danny Boy                                                                        | Contiene un sample de "777-9311", interpretado por The Time y escrito por Prince.                                                                    | 5:10     |

### Disco 2
| #  | Título                        | Productor(es)                  | Colaborador(es)                                        | Sample(s)                                                            | Duración |
| -- | ----------------------------- | ------------------------------ | ------------------------------------------------------ | -------------------------------------------------------------------- | -------- |
| 1  | "Can't C Me"                  | Dr. Dre                        | George Clinton                                         |                                                                      | 5:30     |
| 2  | "Shorty Wanna Be a Thug"      | Johnny "J"                     |                                                        | Contiene un sample de "Wildflower" de Hank Crawford.                 | 3:51     |
| 3  | "Holla at Me"                 | Bobby "Bobcat" Ervin & DJ Naya | Jewell                                                 |                                                                      | 4:56     |
| 4  | "Wonda Why They Call U Bitch" | Johnny "J", 2Pac               |                                                        |                                                                      | 4:19     |
| 5  | "When We Ride"                | DJ Pooh                        | Outlaw Immortalz                                       |                                                                      | 5:09     |
| 6  | "Thug Passion"                | Johnny "J", 2Pac               | Jewell, Dramacydal, Storm, DJ Quik (Voces adicionales) | Contiene una interpolación de "Computer Love" de Zapp & Roger        | 5:08     |
| 7  | "Picture Me Rollin'"          | Johnny "J"                     | CPO, Danny Boy & Big Syke                              | Contiene un sample de "Winter Sadness" de Kool & The Gang            | 5:15     |
| 8  | "Check Out Time"              | Johnny "J"                     | Kurupt & Big Syke                                      |                                                                      | 4:39     |
| 9  | "Ratha Be Ya Nigga"           | Doug Rasheed                   | Richie Rich                                            | Contiene un sample de "I'd Rather Be With You"                       | 4:14     |
| 10 | "All Eyez on Me"              | Johnny "J"                     | Big Syke                                               | Contiene un sample de "Never Gonna Stop" de Linda Clifford           | 5:08     |
| 11 | "Run Tha Streetz"             | Johnny "J", 2Pac               | Michel'le, Napoleon & Storm                            | Contiene un sample de "Piece Of My Love" de Guy.                     | 5:17     |
| 12 | "Aint Hard 2 Find"            | Mike Mosley, Rick Rock         | B-Legit, E-40, D-Shot, C-Bo & Richie Rich              |                                                                      | 4:29     |
| 13 | "Heaven Aint Hard 2 Find"     | QD3                            | Danny Boy                                              | Contiene un sample de "What You Won't Do For Love" de Bobby Caldwell | 3:58     |

## Sencillos
| Información del sencillo                                                                              |
| --- |
| "California Love" - Lanzamiento: 3 de diciembre de 1995 - Lado-B:                                     |
| "2 of Amerikaz Most Wanted" - Lanzamiento: 7 de mayo de 1996 - Lado-B:                                |
| "How Do U Want It" - Lanzamiento: 4 de junio de 1996 - Lado-B: "Hit Em Up"                            |
| "All Bout U" - Lanzamiento: 13 de agosto de 1996 - Lado-B: "Thug Passion"                             |
| "I Ain't Mad at Cha" - Lanzamiento: 15 de septiembre de 1996 - Lado-B: "Skandalouz" y "Heartz of Men" |
| "Life Goes On" - Lanzamiento: 9 de octubre de 1996 - Lado-B:                                          |

## Posiciones en lista

### Álbum
| Lista (1996)                                  | Posición máxima |
| --------------------------------------------- | --------------- |
| Listas musicales de Australia (ARIA)          | 19              |
| Syndicat National de l'Édition Phonographique | 99              |
| Listas musicales de Holanda                   | 11              |
| Listas musicales de Nueva Zelanda             | 15              |
| Listas musicales de Noruega                   | 34              |
| Listas musicales de Suecia                    | 7               |
| Listas musicales de Suiza                     | 15              |
| Listas musicales del Reino Unido              | 32              |
| Billboard 200                                 | 1               |
| Top R&B/Hip-Hop Albums                        | 1               |

### Sencillos
| 1996 | "California Love (Remix)"   | 1 | 1 | 1 | 1 | 2  | 34 |
| 1996 | "2 of Amerikaz Most Wanted" | — | — | — | — | —  | —  |
| 1996 | "How Do U Want It"          | 1 | — | — | 1 | 23 | —  |
| 1996 | "All Bout U"                | — | — | — | — | —  | —  |
| 1996 | "I Ain't Mad at Cha"        | — | — | — | — | —  | —  |
| 1996 | "Life Goes On"              | — | — | — | — | —  | —  |

## Personal
Información recogida de Allmusic y del libro del álbum.
| - Dirección artística: George Pryce - Asistentes de ingenieros: Michael Geiser, Alvin McGill, Mike Mosley, Patrick Shevelin - Asistentes de productores: Larry Chatman, 2Pac - Voces secundarias y coro: Dorothy Coleman, Danny Boy, Ebony, Puff Johnson, Stacey Smallie, Natasha Walker, Danette Williams, Barbara Wilson - Ingeniería de sonido: Dave Aron, Rick Clifford, Tommy "D" Daugherty, Alvin McGill, Troy Staton, Carlos Warlick, Keston Wright - Productor ejecutivo: Suge Knight - Ilustraciones: Henry "Hendogg" Smith - Teclados: Sean "Barney" Thomas - Masterización: Brian Gardner - Ingeniería de mezcla: Dave Aron, David Blake, DJ Pooh, Dr. Dre, Johnny "J", Mike Mosley, DeVante Swing, Carlos Warlick - Percusión: Carl "Butch" Small | - Intérpretes: 2Pac, Big Syke, B-Legit, C-Bo, George Clinton, CPO, Danny Boy, Dat Nigga Daz, Dr. Dre, Dramacydal, Dru Down, E-40, Fatal, Yani Hadati, Jojo the Elf, Kurupt, Method Man, Michel'le, Nate Dogg, Outlawz, Rappin' 4-Tay, Redman, Richie Rich, Snoop Doggy Dogg, Krayzie Bone, Storm, Roger Troutman - Fotografía: Ken Nahoum - Productores: David Blake, Dat Nigga Daz, DJ Pooh, Dr. Dre, Bobby Ervin, Johnny "J", Mike Mosley, Doug Rasheed, Rick Rock, DeVante Swing, 2Pac - Coordinador: Roy Tesfay - Supervisor: Norris Anderson - Estilista: Barbara Warren - Talk box: David Blake, Roger Troutman - Voces: George Clinton, Nate Dogg, Snoop Doggy Dogg |